# Conus loyaltiensis
Conus loyaltiensis é uma espécie de gastrópode do gênero Conus, pertencente à família Conidae.